# Lijst van prinsen van Carignano
Hieronder volgt een lijst van prinsen van Carignano. Deze dynastieke titel werd in 1620 gecreëerd door hertog Karel Emanuel I van Savoye voor zijn jongste zoon Thomas Frans van Savoye-Carignano. Hij was de stamvader van de linie Savoye-Carignano uit het huis Savoye dat in 1831 met Karel Albert van Savoye-Carignano de troon van Sardinië besteeg. Zijn zoon Victor Emanuel werd in 1860 koning van het verenigde Italië.
De prins van Carignano had de volgende aanvullende titels: markgraaf van Racconigi en Busca met Cavallermaggiore, Villafranca, Vigona, Barge, Caselle, Roccavione, Peveragno en Boves.
- 1620 – 1656: Thomas Frans (1595 – 1656)
- 1656 – 1709: Emanuel Filibert (1628 – 1709)
- 1709 – 1741: Victor Amadeus I (1690 – 1741)
- 1741 – 1778: Lodewijk Victor (1721 – 1778)
- 1778 – 1780: Victor Amedeus II (1743 – 1780)
- 1780 – 1800: Karel Emanuel (1770 – 1800)
- 1800 – 1831: Karel Albert (1798 – 1849), wordt in 1831 koning van Sardinië
- 1831 - 1855: Ferdinand Maria (1822 - 1855), zoon van de voorgaande